# Port Protection
Port Protection is een plaats (census-designated place) in de Amerikaanse staat Alaska, en valt bestuurlijk gezien onder Prince of Wales-Outer Ketchikan Census Area.

## Demografie
Bij de volkstelling in 2010 werd het aantal inwoners vastgesteld op 48.

## Geografie
Volgens het United States Census Bureau beslaat de plaats een oppervlakte van
11,9 km², waarvan 11,6 km² land en 0,3 km² water.

## Plaatsen in de nabije omgeving
De onderstaande figuur toont nabijgelegen plaatsen in een straal van 64 km rond Port Protection.